# 米領サモア知事
この記事は、サモア諸島のうち1900年以降アメリカ合衆国統治下にある（現在アメリカ領サモアを構成する）部分の知事の一覧である。
1900年から1977年まで、知事はアメリカ合衆国政府によって任命されていた。それ以降はアメリカ領サモアの住人が4年ごとに選挙している。

## Commandant governor（1900年 – 1905年）
| 期間                            | 画像 | 氏名                                                | 備考                                                      |
| ------------------------------- | ---- | --------------------------------------------------- | --------------------------------------------------------- |
| 1900年2月17日 - 1901年11月27日  |      | ベンジャミン・フランクリン・ティリー、司令官        | 1900年4月17日: トゥトゥイラ島がアメリカ合衆国に割譲された |
| 1901年11月27日 - 1902年12月16日 |      | ウリエル・セブリー、司令官                          |                                                           |
| 1902年12月16日 - 1903年5月5日   |      | ヘンリー・ミネット、acting Commandant               |                                                           |
| 1903年5月5日 - 1905年1月30日    |      | エドモンド・ビアズリー・アンダーウッド、司令官/知事 | 1904年7月16日: マヌア諸島がアメリカ合衆国に割譲された。   |

## Naval governor（1905年 - 1951年）
| 期間                           | 画像 | 在職者                                                      | 備考 |
| ------------------------------ | ---- | ----------------------------------------------------------- | --- |
| 1905年1月30日 - 1908年5月21日  |      | チャールズ・ブレイナード・テイラー・ムーア、Governor        | |
| 1908年5月21日 - 1910年11月10日 |      | ジョン・フレデリック・パーカー、Governor                    | |
| 1910年11月10日 - 1913年3月14日 |      | ウィリアム・マイケル・クローズ, Governor                    | 1911年7月17日: U.S. Naval Station Tutuilaはアメリカ領サモアに改名した。                                      |
| 1913年3月14日 - 1913年7月14日  |      | ネイサン・ウッドワース・ポスト、acting Governor             | 1期目 |
| 1913年7月14日 - 1914年10月2日  |      | クラーク・ダニエル・スターンズ、Governor                    | |
| 1914年10月2日 - 1914年12月6日  |      | ネイサン・ウッドワース・ポスト、acting Governor             | 2期目 |
| 1914年12月6日 - 1915年3月1日   |      | チャールズ・アーミジョー・ウッドラフ、acting Governor       | |
| 1915年3月1日 - 1919年6月10日   |      | ジョン・マーティン・ポイヤー、Governor                      | |
| 1919年6月10日 - 1920年11月3日  |      | ウォーレン・ジェイ・ターヒューン、Governor                  | |
| 1920年11月11日 - 1922年3月1日  |      | ワルド・A・エヴァンス、Governor                             | |
| 1922年3月1日 - 1923年9月4日    |      | エドウィン・テイラー・ポロック、Governor                    | |
| 1923年9月4日 - 1925年3月17日   |      | エドワード・スタンレー・ケロッグ, Governor                  | |
| 1925年3月17日 - 1927年9月9日   |      | ヘンリー・フランシス・ブライアン、Governor                  | |
| 1927年9月9日 - 1929年8月2日    |      | スティーブン・ビクター・グラハム、Governor                  | 1929年2月20日: アメリカ議会は1904年7月16日にさかのぼって、トゥトゥイラ島とマヌア諸島の統治者による譲渡を認定 |
| 1929年8月2日 - 1931年3月24日   |      | ゲートウッド・サンダース・リンカーン、Governor              | 1期目 |
| 1931年3月24日 - 1931年4月22日  |      | ジェームズ・サザーランド・スポア、acting Governor           | |
| 1931年4月22日 - 1931年7月17日  |      | アーサー・テニー・エマーソン、acting Governor               | |
| 1931年7月17日 - 1932年5月12日  |      | ゲートウッド・サンダース・リンカーン、Governor              | 2期目 |
| 1932年5月12日 - 1934年4月10日  |      | ジョージ・バートラム・ランデンバーガー、Governor            | |
| 1934年4月10日 - 1934年4月17日  |      | トーマス・キャロウェイ・ラティモア、acting Governor         | |
| 1934年4月17日 - 1936年1月15日  |      | オットー・カール・ダウリング、Governor                      | |
| 1936年1月15日 - 1936年1月20日  |      | トーマス・ベンジャミン・フィッツパトリック、acting Governor | |
| 1936年1月20日 - 1938年6月3日   |      | マクギリヴレイ・ミルン、Governor                            | |
| 1938年6月26日 - 1940年7月30日  |      | エドワード・ハンソン、Governor                              | |
| 1940年7月30日 - 1940年8月8日   |      | ジェシー・リンク・ウォレス、acting Governor                 | |
| 1940年8月8日 - 1942年6月5日    |      | ローレンス・ワイルド、Governor                              | |
| 1942年1月17日 - 1942年4月25日  |      | ヘンリー・ルイ・ラーセン、Military Governor                 | |
| 1942年6月5日 - 1944年2月8日    |      | ジョン・グールド・モイヤー、Governor                        | |
| 1944年2月8日 - 1945年1月27日   |      | アレン・ホッブズ、Governor                                  | |
| 1945年1月27日 - 1945年9月3日   |      | ラルフ・ワルド・ハンガーフォード、Governor                  | |
| 1945年9月3日 - 1945年9月10日   |      | サミュエル・ウェイクフィールド・カナン、acting Governor     | |
| 1945年9月10日 - 1947年4月22日  |      | ハロルド・アレクサンダー・ハウザー、Governor                | |
| 1947年4月22日 - 1949年6月15日  |      | バーノン・フーバー、Governor                                | |
| 1949年7月7日 - 1951年2月23日   |      | トーマス・フランシス・ダーデン・ジュニア、Governor          | |

## 任命知事（1951年 – 1978年）
| 知事 | 知事                                               | 就任           | 退任           |
| ---- | -------------------------------------------------- | -------------- | -------------- |
|      | フェルプス・フェルプス (1897–1981)                 | 1951年2月23日  | 1952年6月20日  |
|      | ジョン・C・エリオット (1919–2001)                  | 1952年7月16日  | 1952年11月23日 |
|      | ジェームズ・アーサー・ユーイング (1916–unknown)    | 1952年11月28日 | 1953年3月4日   |
|      | ローレンス・M・ジャッド (1887–1968)                | 1953年3月4日   | 1953年8月5日   |
|      | リチャード・バレット・ロウ (1902–1972)             | 1953年10月1日  | 1956年10月15日 |
|      | ピーター・タリ・コールマン (1919–1997)             | 1956年10月13日 | 1961年5月24日  |
|      | ハイラム・レックス・リー (1910–2001)               | 1961年5月24日  | 1967年7月31日  |
|      | オーウェン・スチュアート・アスピノール (1927–1997) | 1967年8月1日   | 1969年7月31日  |
|      | ジョン・モース・ハドン (1920–1991)                 | 1969年8月1日   | 1974年10月14日 |
|      | フランク・C・モックラー (acting) (1909–1993)       | 1974年10月14日 | 1975年2月6日   |
|      | アール・B・ルース (1916–1989)                      | 1975年2月6日   | 1976年9月30日  |
|      | フランク・バーネット (1933–2016)                   | 1976年10月1日  | 1977年5月27日  |
|      | ハイラム・レックス・リー (1910–2001)               | 1977年5月28日  | 1978年1月3日   |

## 公選知事（1978年 – ）
| No. | 知事                           | 就任          | 退任          | 政党          |
| --- | ------------------------------ | ------------- | ------------- | ------------- |
| 51  | ピーター・タリ・コールマン     | 1978年1月3日  | 1985年1月3日  | 共和党        |
| 52  | A・P・ルタリ                   | 1985年1月3日  | 1989年1月2日  | 民主党        |
| 53  | ピーター・タリ・コールマン     | 1989年1月2日  | 1993年1月3日  | 共和党        |
| 54  | A・P・ルタリ                   | 1993年1月3日  | 1997年1月3日  | 民主党        |
| 55  | タウエセ・スニア               | 1997年1月3日  | 2003年3月26日 | 民主党        |
| -   | トギオラ・トゥラフォノ         | 2003年3月26日 | 2003年4月7日  | 民主党        |
| 56  | トギオラ・トゥラフォノ         | 2003年4月7日  | 2013年1月3日  | 民主党        |
| 57  | ロロ・レタル・マタラシ・モリガ | 2013年1月3日  | 2021年1月3日  | 無所属→民主党 |
| 58  | レマヌ・ペレティ・マウガ       | 2021年1月3日  | 現職          | 民主党        |